# مجموعة بلاكستون
مجموعة بلاكستون (بالإنجليزية: The Blackstone Group Inc) هي شركة أمريكية متعددة الجنسيات لإدارة الاستثمارات البديلة الخاصة والخدمات المالية ومقرها في وسط مدينة مانهاتن، بمدينة نيويورك. بصفتها أكبر شركة استثمار بديل في العالم، تتخصص بلاكستون في استراتيجيات الاستثمار في الأسهم الخاصة والائتمان وصناديق التحوط.
كانت شركة بلاكستون للأسهم الخاصة واحدة من أكبر المستثمرين في عمليات الاستحواذ بالرافعة المالية في العقد الماضي، بينما استحوذ نشاطها العقاري بنشاط على العقارات التجارية.
منذ إنشائها، استثمرت بلاكستون في شركات بارزة مثل هيلتون العالمية، ومجموعة ميرلين إنترتينمنتس، ومجموعة بيرفورمانس فود، ومكتب إي كيو، وريبوبليك سيرفيسيز، وألايد بارتون، ويونايتد بيسكويت، وترافلبورت، وغيرها. 
تأسست بلاكستون في عام 1985 كشركة اندماج واستحواذ بواسطة بيتر جورج بيترسون وستيفن شوارزمان، اللذين عملا معًا سابقًا في ليمان براذرز. في عام 2007، أصبحت بلاكستون شركة عامة بعرض عام أولي بقيمة 4 مليارات دولار، لتصبح واحدة من أولى شركات الأسهم الخاصة الكبرى التي تقوم بإدراج أسهم في شركتها الإدارية في سوق الأسهم العامة. يقع المقر الرئيسي لشركة بلاكستون في 345 بارك أفينيو في مانهاتن، مع ثمانية مكاتب إضافية في الولايات المتحدة، بالإضافة إلى مكاتب في دبلن ودوسلدورف ولندن ولوكسمبورغ وباريس وسيدني وطوكيو وهونغ كونغ وسنغافورة وبكين وشنغهاي ومومباي ودبي.
اعتبارًا من عام 2019، بلغ إجمالي أصول الشركة المُدارة حوالي 545 مليار دولار أمريكي.:14 في عام 2019، تحولت بلاكستون من شراكة مُتداولة علنًا إلى شراكة.

## التاريخ

### التأسيس والتاريخ المبكر
تأسست مجموعة بلاكستون في عام 1985 من قبل بيتر جورج بيترسون وستيفن شوارزمان بتمويل أولي قدره 400000 دولار. 
أطلق المؤسسون على شركتهم اسم «بلاكستون»، والتي كانت عبارة عن تشفير مشتق من الأسماء من المؤسسين (شوارزمان وبيترسون): كلمة «شوارتز» تعني «أسود»؛ وتعني كلمة «بيتر» أو «بيترا» في اليونانية «الحجر» أو «الصخرة». سبق للمؤسسين العمل معًا في ليمان براذرز. في بنك ليمان، شغل شوارزمان منصب رئيس عمليات الاندماج والاستحواذ العالمية ليمان براذرز. المصرفي الاستثماري البارز روجر ألتمان، وهو خبير آخر في بنك ليمان براذرز، ترك منصبه كمدير إداري لينضم إلى بيترسون وشوارزمان في بلاكستون في عام 1987، لكنه تركه في عام 1992 للانضمام إلى رئاسة بيل كلينتون كنائب لوزير الخزانة.
تم إنشاء بلاكستون في الأصل كبوتيك استشاري لعمليات الاندماج والاستحواذ. قدمت بلاكستون المشورة بشأن اندماج البنكين الاستثماريين (EF Hutton) وليمان براذرز عام 1987، حيث جمعت رسومًا قدرها 3.5 مليون دولار.

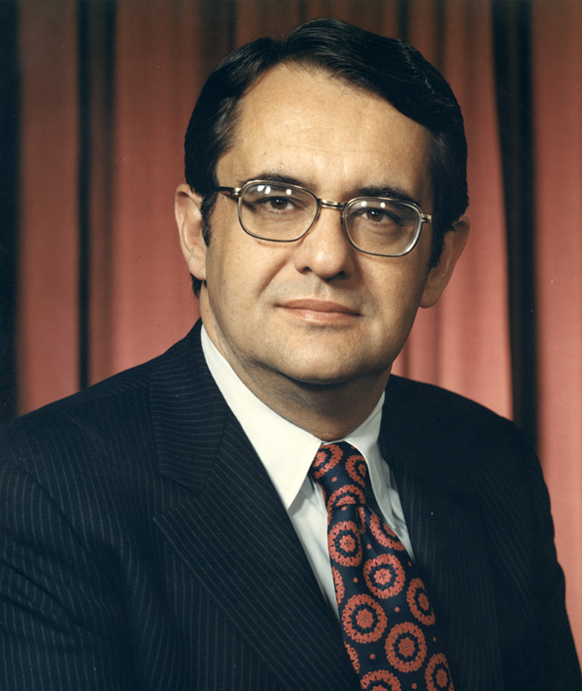
كان بيتر بيترسون، أحد مؤسسي بلاكستون، رئيس مجلس الإدارة والرئيس التنفيذي السابق لشركة ليمان براذرز

منذ البداية في عام 1985، خطط شوارزمان وبيترسون للدخول في أعمال الأسهم الخاصة، ولكنهما واجها صعوبة في جمع أول صندوق لهما لأن أيًا منهما لم يقدم على الإطلاق عملية شراء باستحواذ مدعوم بالقروض. أنهت بلاكستون جمع التبرعات لأول صندوق أسهم خاصة لها في أعقاب انهيار سوق الأسهم في أكتوبر 1987. بعد عامين من تقديم خدمات استشارية صارمة، قررت بلاكستون اتباع نموذج مصرفية تجارية بعد أن قرر مؤسسوها أن العديد من المواقف تتطلب شريكًا استثماريًا وليس مجرد مستشار.
غامرت بلاكستون أيضًا في أعمال أخرى، وأبرزها إدارة الاستثمار. في عام 1987 دخلت بلاكستون في شراكة 50-50 مع مؤسسي بلاك روك، لورنس د. فينك ورالف شلوسشتاين. انضم المؤسسان، اللذان كانا يديران في السابق أقسام الأوراق المالية المدعومة بالرهن العقاري في فيرست بوسطن وليمان برادرز، على التوالي، في البداية إلى بلاكستون لإدارة صندوق استثمار وتقديم المشورة للمؤسسات المالية. كما خططوا أيضًا لاستخدام صندوق بلاكستون للاستثمار في المؤسسات المالية والمساعدة في بناء أعمال إدارة الأصول المتخصصة في استثمارات الدخل الثابت.
مع نمو الأعمال التجارية، استحوذ بنك نيكو للأوراق المالية الياباني على حصة 20٪ في بلاكستون مقابل استثمار بقيمة 100 مليون دولار في عام 1988. سمح استثمار نيكو بتوسيع كبير للشركة وأنشطتها الاستثمارية. عينت شركة النمو أيضًا السياسي والمصرفي الاستثماري ديفيد ستوكمان من شركة سالومون برادرز في عام 1988. قاد ستوكمان العديد من الصفقات الرئيسية في وقته في الشركة، ولكن كان لديه سجل مختلط في استثماراته. 
نصحت الشركة شركة سي بي إس بشأن بيع سجلاّت سي بي إس في عام 1988 لشركة سوني، لتشكيل ما سيصبح سوني للترفيه الموسيقي. في يونيو 1989، استحوذت بلاكستون على مشغل سكة حديد الشحن، شركة شيكاغو ونورث ويسترن للنقل. في العام نفسه، اشتركت بلاكستون مع سالومون برادرز لجمع 600 مليون دولار للحصول على مدخرات متعثرة في خضم أزمة المدخرات والقروض.

## روابط خارجية
- الموقع الرسمي